# Optik Smarteyes
Optik Smart Eyes AB, med varumärket Smarteyes, är ett svenskt privatägt optikföretag som grundades 2007. Huvudägare är Rune Andersson via Mellby Gård AB. Smarteyes finns i de flesta större svenska städerna samt i Tyskland och Danmark. Bolaget hade år 2019 285 anställda och en omsättning på cirka 520 miljoner kronor.
Smarteyes säljer glasögon och kontaktlinser samt utför synundersökningar.